# Jacob Benzelius
Pour les articles homonymes, voir Benzelius.
Jacob Benzelius, né le 25 février 1683 à Uppsala et décédé le 29 juin 1747 à Stockholm, est un pasteur, théologien et professeur suédois. Il est archevêque d'Uppsala de 1744 à sa mort.

## Biographie
Jacob Benzelius est le fils de l'archevêque Erik Benzelius l'Ancien (1632-1714) et de Margaretha Odhelia (1653-1693). Il étudie à l'université d'Uppsala, où il obtient une maîtrise en philosophie en 1703. Il devient alors maître de conférences en philosophie et en théologie à Uppsala. Il est également pasteur de la paroisse de Näs dans le Västergötland, puis passe plusieurs années à visiter des universités étrangères. Il est professeur de théologie à l'université de Lund de 1718 à 1731. Il est nommé docteur en théologie en 1725, évêque de Göteborg de 1731 à 1744 et succède à son frère aîné Erik Benzelius le Jeune (1675-1743) comme archevêque d'Uppsala en 1744. Son frère cadet Henric Benzelius (1689-1758) lui succède à son tour comme archevêque. Jacob Benzelius a écrit plusieurs ouvrages de théologie influents. Il est marié à Catharina Edenberg, fille du diplomate Mattias Edenberg (1640-1709). 